# Lundin Energy
Lundin Energy est une entreprise pétrolière suédoise créée en 2001 par Adolf H. Lundin et ayant son siège à Stockholm. Adolf H. Lundin a aussi créé Lundin Mining Corporation.

## Histoire
En juillet 2019, Equinor annonce la vente d'une participation de 16 % dans Lundin Petroleum pour 1,56 milliard de dollars, ne gardant qu'une participation de 4,9 %.
En décembre 2021, Aker BP annonce l'acquisition de Lundin Energy pour 14 milliards de dollars. La nouvelle entité sera détenue à 21,2 % par Aker, à 15.9% par BP et à 14,4 % par la famille Lundin.

## Activités
82 % du pétrole produit par en 2016 (53,2 millions de barils équivalent pétrole) provient de Norvège. Ce ratio devrait monter à 88 % en 2017.
Elle est l'un des producteurs de pétrole en France jusqu'en 2017 ou elle transfère à une nouvelle société, International Petroleum Corporation , ses activités en France, en Malaisie et aux Pays-Bas.

## Actionnaires
Liste des principaux actionnaires au 8 janvier 2022 :
| Nom                                  | %      |
| ------------------------------------ | ------ |
| Succession de Adolf H. Lundin (en)   | 33,4 % |
| The Vanguard Group                   | 1,74 % |
| Norges Bank Investment Management    | 1,60 % |
| BlackRock Investment Management (UK) | 1,48 % |
| BlackRock Fund Advisors              | 1,20 % |
| Lyxor International Asset Management | 1,18 % |
| State Street Global Advisors (en)    | 1,17 % |
| JPMorgan Asset Management (UK)       | 1,14 % |
| Nordea Investment Management         | 1,13 % |
| Henderson Global Investors           | 0,95 % |